# Lijst van gebergten in het Midden-Oosten
In deze lijst van gebergten in het Midden-Oosten staan gebergten en afzonderlijke bergen in het Midden-Oosten.

## Gebergten
- Anti-Libanon
- Golanhoogten
- Karmelgebergte
- Kuhrudgebergte
- Libanon
- Sinaïgebergte
- Taurus
- Zagrosgebergte

## Bergen
- Ararat 5165 m
- Asur 1016 m
- Ebal 940 m
- Damavand 5610 m (hoogste berg)
- Gerizim 881 m
- Hermonberg 2814 m
- Jabal Katrina 2637 m
- Jebel ad Duruz 1735 m
- Jebel Loebnan
- Jebel al Makla 2426 m
- Jebel Mubrak 1727 m
- Jebel Musa 2285 m
- Karmelberg 550 m
- Meiron 1208 m
- Naba 804 m
- Neboberg
- Olijfberg 818 m
- Ramon 1035 m
- Sannin 2548 m
- Sawda 3083 m
- Taborberg 588 m
- Tempelberg